# Vegyes rövidpályás gyorskorcsolya váltó a 2024. évi téli ifjúsági olimpiai játékokon
A 2024. évi téli ifjúsági olimpiai játékokon a vegyes rövidpályás gyorskorcsolya váltó versenyszámát január 24-én rendezték a Gangneung Ice Arenában.
A vegyes váltót a kínai Li Csin-ce (Li Jinzi), Jang Csing-zsu (Yang Jingru), Csang Po-hao (Zhang Bohao), Csang Hszin-csö (Zhang Xinzhe) összeállítású csapat nyerte. Az ezüstérmet az amerikaiak szerezték meg, míg a bronzérem a japánoké lett.

## Versenynaptár
A versenyszámok eseményei helyi idő szerint (UTC+09:00), zárójelben magyar idő szerint (UTC+01:00) olvashatóak:
| Dátum                    | Időpont                 | Forduló  |
| ------------------------ | ----------------------- | -------- |
| 2024. január 24., szerda | 10:00–10:12 (2:00–2:12) | Elődöntő |
| 2024. január 24., szerda | 10:27–10:41 (2:27–2:41) | Döntő    |

## Eredmény
| Hely. | Csapat                         | SSz. |    | Fordulónkénti helyezés | Fordulónkénti helyezés | Fordulónkénti helyezés | Fordulónkénti helyezés | Fordulónkénti helyezés | Fordulónkénti helyezés | Legjobb idő |
| Hely. | Csapat                         | SSz. | ED | idő                    | BD                     | idő                    | D                      | idő                    |                        | Legjobb idő |
| ----- | ------------------------------ | ---- | -- | ---------------------- | ---------------------- | ---------------------- | ---------------------- | ---------------------- | ---------------------- | ----------- |
| Arany | Kína (CHN)                     |      |    | 1.                     | 2:46,403               |                        |                        | 1.                     | 2:46,516               | 2:46,403    |
| Arany | Li Csin-ce (Li Jinzi)          | 4    | L  | X                      | 2:46,403               | X                      |                        |                        | 2:46,516               | 2:46,403    |
| Arany | Jang Csing-zsu (Yang Jingru)   | 5    | L  | X                      | 2:46,403               | X                      |                        |                        | 2:46,516               | 2:46,403    |
| Arany | Csang Po-hao (Zhang Bohao)     | 43   | F  | X                      | 2:46,403               | X                      |                        |                        | 2:46,516               | 2:46,403    |
| Arany | Csang Hszin-csö (Zhang Xinzhe) | 44   | F  | X                      | 2:46,403               | X                      |                        |                        | 2:46,516               | 2:46,403    |
| Ezüst | Egyesült Államok (USA)         |      |    | 2.                     | 2:51,078               |                        |                        | 2.                     | 2:47,124               | 2:47,124    |
| Ezüst | Kyung Eun Jang                 | 34   | L  | X                      | 2:51,078               | X                      |                        |                        | 2:47,124               | 2:47,124    |
| Ezüst | Eliza Rhodehamel               | 35   | L  | X                      | 2:51,078               | X                      |                        |                        | 2:47,124               | 2:47,124    |
| Ezüst | Julius Kazanecki               | 70   | F  | X                      | 2:51,078               | X                      |                        |                        | 2:47,124               | 2:47,124    |
| Ezüst | Sean Boxiong Shuai             | 71   | F  | X                      | 2:51,078               | X                      |                        |                        | 2:47,124               | 2:47,124    |
| Bronz | Japán (JPN)                    |      |    | 1.                     | 2:46,957               |                        |                        | 3.                     | 2:47,412               | 2:46,957    |
| Bronz | Inoue Nonomi                   | 14   | L  | X                      | 2:46,957               | X                      |                        |                        | 2:47,412               | 2:46,957    |
| Bronz | Josizava Aoi                   | 15   | L  | X                      | 2:46,957               | X                      |                        |                        | 2:47,412               | 2:46,957    |
| Bronz | Fucsigami Júta                 | 54   | F  | X                      | 2:46,957               | X                      |                        |                        | 2:47,412               | 2:46,957    |
| Bronz | Kida Raito                     | 55   | F  | X                      | 2:46,957               | X                      |                        |                        | 2:47,412               | 2:46,957    |
| 4.    | Kanada (CAN)                   |      |    | 2.                     | 2:47,966               |                        |                        | 4.                     | 3:00,867               | 2:47,966    |
| 4.    | Courtney Charlong              | 2    | L  | X                      | 2:47,966               | X                      |                        |                        | 3:00,867               | 2:47,966    |
| 4.    | Océane Guérard                 | 3    | L  | X                      | 2:47,966               | X                      |                        |                        | 3:00,867               | 2:47,966    |
| 4.    | Victor Chartrand               | 41   | F  | X                      | 2:47,966               | X                      |                        |                        | 3:00,867               | 2:47,966    |
| 4.    | Alexis Dubuc-Bilodeau          | 42   | F  | X                      | 2:47,966               | X                      |                        |                        | 3:00,867               | 2:47,966    |
|       |                                |      |    |                        |                        |                        |                        |                        |                        |             |
| 5.    | Dél-Korea (KOR)                |      |    | 4.                     | 3:14,302               | 1.                     | 2:45,830               |                        |                        | 2:45,830    |
| 5.    | Csong Dzsehi (Chung Jae-hee)   | 18   | L  | X                      | 3:14,302               | X                      | 2:45,830               |                        |                        | 2:45,830    |
| 5.    | Kang Mindzsi (Kang Min-ji)     | 19   | L  | X                      | 3:14,302               | X                      | 2:45,830               |                        |                        | 2:45,830    |
| 5.    | Dzsu Dzsehi (Joo Jaehee)       | 58   | F  | X                      | 3:14,302               | X                      | 2:45,830               |                        |                        | 2:45,830    |
| 5.    | Kim Joszung (Kim Yousung)      | 59   | F  | X                      | 3:14,302               | X                      | 2:45,830               |                        |                        | 2:45,830    |
| 6.    | Hollandia (NED)                |      |    | 3.                     | 2:58,684               | 2.                     | 2:47,593               |                        |                        | 2:47,593    |
| 6.    | Angel Daleman                  | 23   | L  | X                      | 2:58,684               | X                      | 2:47,593               |                        |                        | 2:47,593    |
| 6.    | Birgit Radt                    | 24   | L  | X                      | 2:58,684               | X                      | 2:47,593               |                        |                        | 2:47,593    |
| 6.    | Jonas de Jong                  | 60   | F  | X                      | 2:58,684               | X                      | 2:47,593               |                        |                        | 2:47,593    |
| 6.    | Nick Endeveld                  | 61   | F  | X                      | 2:58,684               | X                      | 2:47,593               |                        |                        | 2:47,593    |
| 7.    | Magyarország (HUN)             |      |    | 3.                     | 2:58,201               | 3.                     | 2:54,403               |                        |                        | 2:54,403    |
| 7.    | Szigeti Dóra                   | 10   | L  | X                      | 2:58,201               | X                      | 2:54,403               |                        |                        | 2:54,403    |
| 7.    | Végi Diána                     | 11   | L  | X                      | 2:58,201               | X                      | 2:54,403               |                        |                        | 2:54,403    |
| 7.    | Keszthelyi Dávid               | 50   | F  | X                      | 2:58,201               | X                      | 2:54,403               |                        |                        | 2:54,403    |
| 7.    | Major Dominik                  | 51   | F  | X                      | 2:58,201               | X                      | 2:54,403               |                        |                        | 2:54,403    |
|       |                                |      |    |                        |                        |                        |                        |                        |                        |             |
| –     | Kazahsztán (KAZ)               |      |    | PEN                    |                        |                        |                        |                        |                        | PEN         |
| –     | Anastassiya Astrakhantseva     | 16   | L  | X                      |                        |                        |                        |                        |                        | PEN         |
| –     | Polina Omelchuk                | 17   | L  | X                      |                        |                        |                        |                        |                        | PEN         |
| –     | Yerassyl Shynggyskhan          | 56   | F  | X                      |                        |                        |                        |                        |                        | PEN         |
| –     | Meiirzhan Tolegen              | 57   | F  | X                      |                        |                        |                        |                        |                        | PEN         |

____
Magyarázat:
• ED = elődöntő • BD = B döntő • D = döntő • PEN = kizárva • X = a váltó tagja futamonként • F = fiú • L = lány